# Geranyl acetat
Geranyl acetat là một hợp chất có công thức là CH3COOC10H17, có mùi hoa hồng, trong tự nhiên có trong tinh dầu hoa hồng. Đây là một hợp chất có nhiệt độ sôi thấp. Nó là một chất lỏng không màu.

## Tính chất vật lý và trạng thái tự nhiên
Geranyl acetat là chất lỏng dạng đặc có màu vàng. Geranyl acetat không hòa tan trong nước, nhưng hòa tan trong một số dung môi hữu cơ như rượu và dầu. Geranyl acetat là một thành phần tự nhiên của hơn 60 loại tinh dầu, bao gồm cả Ceylon citronella, palmarosa, cỏ chanh, hạt petit, dầu hoa cam, phong lữ, rau mùi, cà rốt, Camden woollybutt, xá xị. Chất này có thể được thu được bằng cách chưng cất phân đoạn của các loại dầu thiết yếu.

## Điều chế
Geranyl acetat là một ester có thể được điều chế bán tổng hợp bằng cách đun chất geraniol phổ biến trong tự nhiên với acid acetic.

## Ứng dụng
Geranyl acetat được sử dụng chủ yếu như là một thành phần của nước hoa cho các loại kem và xà phòng với vai trò là thành phần hương liệu. Trong danh mục chất của Cục Dược phẩm và Thực phẩm Hoa Kỳ, nó được xếp vào nhóm "nhìn chung được công nhận là an toàn".